# 韓国ポリテク6大学
韓国ポリテクVI大学（ハングクポリテクろくだいがく）は、大韓民国大邱広域市、慶尚北道を拠点とした韓国ポリテク大学の1つ。

## 構成
- 大邱キャンパス（本部）

旧大邱技能大学。コンピューター応用機械科、コンピューター応用金型科、電気計測制御科、電子科、新素材応用科、産業設備自動化科、メカトロニクス科、インターネットメディア科がある。
- 亀尾キャンパス

旧亀尾技能大学。コンピューター応用機械科、電気計測制御科、デジタルディスプレイ電子科、コンピューター情報科、自動化システム科、情報通信システム科がある。
- 達城キャンパス

コンピューター応用機械科、自動化システム科、自動車科、電子通信科、電気制御科がある。
- 浦項キャンパス

コンピューター応用機械科、産業設備科、電子通信科がある。
- 栄州キャンパス

コンピューター応用機械科、自動化システム科、産業設備科、電気制御科、電子通信科、産業デザイン科がある。
- 金泉キャンパス

コンピューター応用機械科、産業設備科、建築施工科、電気制御科、電子通信科がある。